# Il sapore della vendetta
Il sapore della vendetta è un film del 1968 diretto da Julio Coll.

## Trama
Aristoluas Marcos è il capo di un'organizzazione dedicata al traffico di droga, quando gli viene rubato un carico di droga assume Harry Bell, un uomo che aveva lavorato in precedenza per l'Interpol, finito in prigione a causa dell'ex fidanzata, amante allora di Marcos. Questo, nonostante il suo odio, è disposto ad aiutarlo, anche se solo per soldi. Tuttavia, la missione sarà più complicata di quanto sembrava in un primo momento.

## Produzione

### Riprese
La pellicola è stata girata ad Ancona e dintorni.